# Endorfina
A endorfina é uma hormona, assim como a noradrenalina, a acetilcolina e a dopamina, é uma substância química utilizada pelos neurônios na comunicação do sistema nervoso. É uma hormona, uma substância química que, transportada pelo sangue, faz comunicação com outras células. Este é o hormônio do bem estar. Melhora o sistema nervoso central, proporcionando a elevação da autoestima,  reduzindo sintomas depressivos e de ansiedade, além de manter o controle do apetite. A endorfina faz parte do sistema opioide do organismo, e está a nível do hipotálamo atua sobre as sinapses inibindo a transmissão da dor.
Sua denominação se origina das palavras "endo" (interno) e "morfina" (analgésico).
As endorfinas foram descobertas em 1974. Foram encontrados 20 tipos diferentes de endorfinas no sistema nervoso, sendo a betaendorfina a mais eficiente, pois é a que dá o efeito mais eufórico ao cérebro. Composta por 31 aminoácidos, a endorfina é produzida em resposta à atividade física e durante o orgasmo, visando relaxar e dar prazer, despertando uma sensação de euforia e bem-estar.
Efeitos principais das endorfinas:
- Melhoram a memória;
- Melhoram o bom humor;
- Aumentam a resistência;
- Aumentam a disposição física e mental;
- Melhoram o nosso sistema imunológico;
- Bloqueiam as lesões dos vasos sanguíneos;
- Têm efeito antienvelhecimento, pois removem superóxidos (radicais livres);
- Aliviam as dores;
- Melhoram a concentração.
- Melhoram a vida do ser humano

## Pesquisas recentes
Atualmente, sabemos que a endorfina é produzida na hipófise e libertada para o sangue juntamente com outros hormônios como o GH (hormônio do crescimento) e o ACTH (hormônio adrenocorticotrófico) que estimula a produção de adrenalina e cortisol.
Nos últimos trinta anos autores como Harber & Sutton, McGowan, Shyiu, Hoffmann e Heitkamp muito contribuíram para o que hoje se conhece sobre endorfina.
Estudos recentes apontam que a endorfina pode ter tanto um efeito sobre áreas cerebrais responsáveis pela modulação da dor, humor, depressão, ansiedade, como pela inibição do sistema nervoso simpático, responsável pela modulação de diversos órgãos como coração e intestino. Elas também podem regular a liberação de outras hormonas.
O consumo de chocolate e pimenta também estimula a produção de endorfina.
A endorfina também é libertada após aproximadamente 30 minutos de exercícios físicos aeróbios, como uma leve corrida.